# Ihor Tenjuch

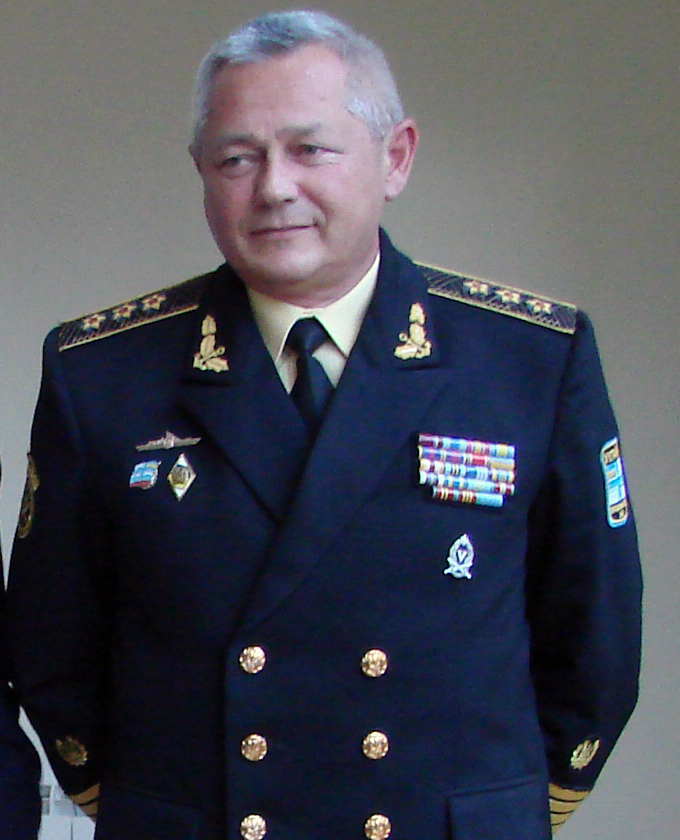
Ihor Tenjuch, 2007

Ihor Jossypowytsch Tenjuch (ukrainisch Ігор Йосипович Тенюх; * 23. Mai 1958 in Stryj, Ukrainische SSR) ist ein ukrainischer Admiral und Politiker.  Vom 27. Februar 2014 bis 25. März 2014 war er im Kabinett Jazenjuk I Verteidigungsminister der Ukraine.

## Leben
Tenjuch absolvierte 1982 die Leningrader Höhere Marineschule, benannt nach M.W. Frunse und begann im Anschluss den Offiziersdienst in der sowjetischen Marine als Kommandant eines Schiffes.
Nach der Unabhängigkeit des Landes nahm er 1991, innerhalb einer Kommission der Werchowna Rada, an der Ausarbeitung von Rechtsvorschriften für die Einrichtung der ukrainischen Streitkräfte, Verteidigung und Fragen der nationalen Sicherheit teil. 2002 war er Kommandeur der multinationalen Blackseafor.
Während der Orangen Revolution  2004 war Tenjuch einer der wenigen ranghohen Militärs war, die sich offen der Opposition anschlossen. Vom 23. März 2006 bis 19. März 2010 war Tenjuch Oberbefehlshaber der Ukrainischen Seestreitkräfte, seit dem 22. August 2008 im Rang eines Admirals. Unmittelbar nach der Wahl von Wiktor Janukowytsch zum ukrainischen Präsidenten wurde er von dieser Funktion entbunden. Nach dem Euromaidan wurde Tenjuch bei der Bildung der Übergangsregierung im Februar 2014 von der rechtsextremen und nationalistischen Allukrainische Vereinigung „Swoboda“ für den Posten des amtierenden Verteidigungsministers vorgeschlagen.
Nach Kritik an seiner zögerlichen Haltung im Umgang mit der völkerrechtswidrigen Annexion der Krim durch Russland  trat Tenjuch am 25. März 2014 zurück. Nachfolger wurde Mychajlo Kowal.

## Ehrungen
Tenjuch erhielt unter anderem 2007 den Verdienstorden der Ukraine 3. Klasse.